# Gustavo Bueno
Gustavo Bueno Martínez, né le 1er septembre 1924 à Santo Domingo de la Calzada (La Rioja) et mort le 7 août 2016 à Llanes (Asturies), est un philosophe espagnol, créateur d’une doctrine nommée par lui-même « matérialisme philosophique » — distinct du système classique du matérialisme —.
Élève du national-syndicaliste Santiago Montero Díaz, le parcours idéologique de Bueno le conduit vers un mélange d’autoritarisme de droite et de gauche durant les dernières années du franquisme.